# ディジー・リード

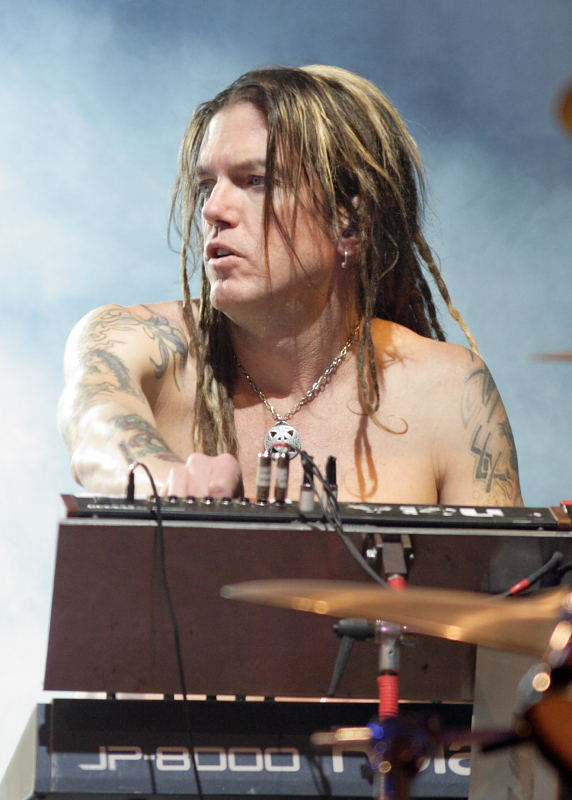
ディジー・リード

ディジー・リード（Dizzy Reed）ことダレン・アーサー・リード（Darren Arthur Reed 1963年6月18日 - ）は、アメリカ合衆国のロックミュージシャン。イリノイ州ヒンズデール出身。1990年からガンズ・アンド・ローゼズに参加し、キーボードおよびボーカルとして参加している。ガンズ・アンド・ローゼズの黄金時代から現在まで残り続けているメンバー。また、スラッシュのスラッシュズ・スネイクピットにも、ダグ・アルドリッチのソロアルバムなどにも参加していた。